# Grand Prix du journal Le Pneu
Le Grand Prix du journal Le Pneu est une ancienne course cycliste française, organisée de 1891 à 1898. 
En 1891, c'est le club du Vélo Sport Niçois qui n'a fait participer que ses licenciés à cette épreuve.
La 1re édition portant le titre de G.P du journal "Le Pneu" eut lieu en 1894.
En 1891, 1894, 1897 et 1898, cette course avait Nice-Cannes-Nice comme parcours, en 1895, Cannes-Nice-Cannes et en 1896, Antibes-Nice-Cannes.

## Palmarès
| Année | Vainqueur                  | Deuxième      | Troisième          |
| ----- | -------------------------- | ------------- | ------------------ |
| 1891  | Charles Nicodémi           | ? Mimiague    | Edvard Cammarstedt |
| 1894  | ? Pastariano               | ? Casteres    | Oddo Nemmi         |
| 1895  | Ernest Meiffret            | ? Santini     | ? Vernay           |
| 1896  | Aurino Vento               | ? De La Rocca | Joseph Magne       |
| 1897  | Émile Lombard Joseph Magne | (ex aequo)    | Henri Roques       |
| 1898  | Aurino Vento               | ? Noël        | ? Mauro            |